# Cerodontha eriphori
Cerodontha eriphori är en tvåvingeart som beskrevs av Nowakowski 1972. Cerodontha eriphori ingår i släktet Cerodontha och familjen minerarflugor. Inga underarter finns listade i Catalogue of Life.